# Стамо, Евгений Николаевич
Евге́ний Никола́евич Ста́мо (17 [30] августа 1912, Киев — 28 ноября 1987, Москва) — советский архитектор. Народный архитектор СССР (1984). Лауреат Ленинской (1962) и Государственной премий СССР (1981).

## Биография

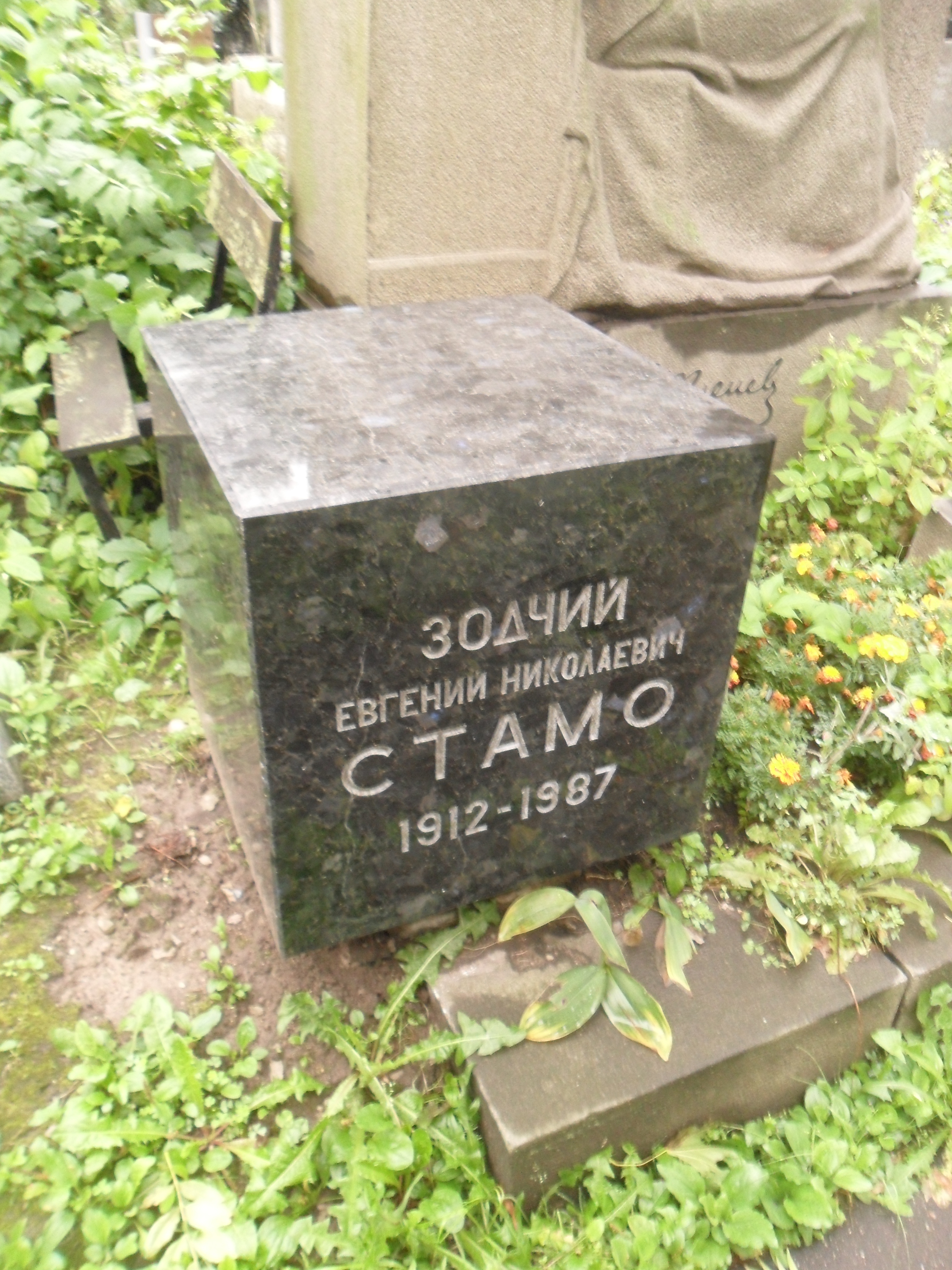
Могила Е. Н. Стамо на Новодевичьем кладбище.

Родился 17 (30) августа 1912 года в Киеве. Его отец, молдованин по национальности, был родственником героя гражданской войны Сергея Лазо.
Евгений Стамо начал трудовую деятельность мастером на стройке, затем работал техником в проектных организациях. В 1928—1931 годах учился в Киевском строительном техникуме № 1, получил специальность техника. В 1932 году поступил в Московский архитектурный институт (МАРХИ). Учился у Моисея Гинзбурга, Ивана Фомина, Василия Симбирцева и Льва Руднева. В 1936 году окончил институт, защитив диплом на тему «Музей Мировой революции в Москве» (руководитель Л. В. Руднев). После окончания института работал ассистентом на кафедре архитектуры МАРХИ. С 1938 года работал архитектором на Южной Гавани в Москве. С 1940 года — в Управлении строительством Дворца Советов.
После начала Великой Отечественной войны был призван в Советскую Армию. Служил в Отделе маскировки. В 1943 году был отозван со службы для продолжения работы над Дворцом Советов. Занимался послевоенным восстановлением городов: выполнил проект планировки центра Сталинграда и проекты типовых жилых домов для строителей в Севастополе.
В 1947 году работал в мастерской в Гипрогоре под руководство Леонида Полякова. С 1951 года работал главным архитектором проектов в мастерской № 3 Моспроекта (руководители А. В. Власов и Б. С. Мезенцев). В 1959—1961 годах работал в управлении по строительству Кремлёвского дворца съездов. В 1961—1978 годах возглавлял мастерскую № 3 Моспроекта-1. В 1978—1985 годах — руководитель мастерской № 15 Моспроекта-2, занимавшейся застройкой Ленинского и Гагаринского районов. В 1972—1987 годах являлся ответственным за проектирование застройки Зубовской площади, Комсомольского проспекта и проспекта Вернадского.
Специализировался на проектировании жилых домов в Москве, известен как один из создателей серии так называемых круглых домов в Москве. Одна из первых крупных самостоятельных работ — спроектированный в 1950 году особняк, первоначально предназначавшийся для лаборатории А. И. Алиханяна, затем ставший домом П. Л. Капицы. Руководил районной мастерской № 3 Моспроекта. Участвовал в разработке генерального плана Юго-Западного района (совместно с Я. Б. Белопольским и Н. Н. Улласом).
Член Союза архитекторов СССР с 1936 года. Член правления Московского отделения Союза архитекторов. Член правления Союза архитекторов СССР в 1981—1987 годах. Член Комиссии по Государственным премиям РСФСР с 1967 по 1987 год. Избирался депутатом Ленинского и Гагаринского районов Москвы. С творческими командировками посетил ряд стран, включая Японию, ФРГ, США, Францию, Алжир, Польшу, Венгрию и Чехословакию.
Жил в Москве по адресам: Яузский бульвар, дом 14/8 (с начала 1930-х); Чкаловская улица, дом 32 (начало 1940-х); улица Чайковского, дом 18 (с 1950-х). Умер 28 ноября 1987 года после тяжёлой продолжительной болезни. Похоронен в Москве на Новодевичьем кладбище (участок № 1).

## Звания и награды
- заслуженный архитектор РСФСР (1969)[13]
- заслуженный архитектор УССР (1981)[7][14]
- народный архитектор СССР (1984)
- Ленинская премия (1962) — за проектирование и строительство Кремлёвского Дворца съездов
- Государственная премия СССР (1981) — за архитектуру Олимпийской деревни в Москве
- Государственная премия РСФСР в области архитектуры (1979) — за архитектуру Дома ветеранов кино в Москве
- орден Ленина (1971) — за успешное выполнение пятилетнего плана и достигнутые высокие производственные показатели[15]
- медаль «За доблестный труд в Великой Отечественной войне 1941—1945 гг.»[3]
- медаль «За трудовую доблесть»[3]
- медаль «В память 850-летия Москвы»[3]

## Участие в конкурсах
- Второй Дом СНК СССР в Зарядье (1940; под руководством Л. М. Полякова)[5];
- Комбинат «Известий» у Киевского вокзала (1940; совместно с Л. М. Поляковым, А. Б. Борецким)[5];
- Ратуша в Амстердаме (1968; совместно с А. Г. Рочеговым, О. Г. Кедреновским)[5];
- Павильон СССР на Экспо-70 в Осаке, Япония (1970, совместно с Р. П. Былинкиной и О .Г. Кедреновским)[5];
- Центральный музей В. И. Ленина (1-й тур, 1970 — 2-я премия и 2-й тур, 1971 — 3-я премия, руководитель авторского коллектива)[5];

## Проекты и постройки
- Восстановление Севастополя (1943—1947)[5];
- Дом Советов во Пскове[5];
- Комплекс зданий Института физических проблем имени академика П. Л. Капицы на улице Косыгина (1934—1950, совместно с П. Николаевым, Б. М. Иофаном, при участии Г. К. Асеева, памятник архитектуры)[5];
- Посольство США на Новинском бульваре (1940—1952)[5];
- Жилые дома на Новинском бульваре, 19—21 (1952)[16];
- Разработка проекта гостиницы «Ленинградская» на Комсомольской площади (1949—1952, в составе авторского коллектива под руководством Л. М. Полякова)[5];
- Застройка Юго-Западного района Москвы (1950-е, в составе коллектива под руководством А. В. Власова)[5];
- Планировка и застройка кварталов 4, 5, 6 на Фрунзенской набережной (1949—1958, соавторы: Я. Б. Белопольский и Н. Н. Уллас), в том числе 10-14-этажный дом на Фрунзенской набережной, 50 (1952, совместно с Я. Б. Белопольским)[11];
- Жилые дома на Ломоносовском и Университетском проспектах (1952—1956, совместно с Я. Б. Белопольским), в том числе дом преподавателей МГУ на Ломоносовском проспекте, 14 (1952—1954) и симметричный ему дом 5 по Университетскому проспекту (1954—1956)[11];
- Жилые дома 15 и 19 по Ломоносовскому проспекту, фланкирующие кинотеатр «Прогресс» (1957, совместно с И. А. Катковым)[11];
- Кварталы 26, 27 на Ленинском проспекте (1957—1959)[16];
- Павильон СССР на Международной выставке в Осаке, Япония (1958)[5];
- Пристройка к зданию ВЦСПС с залом заседаний на 600 мест[16];
- Кремлёвский Дворец съездов (сейчас — Государственный Кремлёвский дворец) (1959—1961)[5]; соавторы: М. В. Посохин, А. А. Мндоянц, П. П. Штеллер, Н. М. Щепетильников;
- Пятиэтажные жилые дома на улице Удальцова (1963—1967, совместно с Г. В. Ильинским, Г. Я. Чалтыкьяном, Д. Розовым и другими)[5];
- 19-этажные дома на Ленинском проспекте. (1966—1967, руководитель авторского коллектива)[5];
- Центральный дом кино на Васильевской улице, 13 (1967, в составе коллектива, памятник архитектуры)[5];
- Гостиница «Спутник» на Ленинском проспекте (1963—1967, совместно с И. А. Катковым и Г. М. Жирмунской)[5][7];
- Гостиница «Дружба» (1969)[5];
- Гостиница «Университетская»[5];
- Высшая школа профдвижения (1970—1972, совместно с Г. М. Жирмунской и И. А. Катковым)[5];
- Генплан жилого района Мосфильмовская—Потылиха (1971, руководитель авторского коллектива)[5];
- Институт военной истории на Мосфильмовской улице[15];
- Посольство КНДР на Мосфильмовской улице (1967)[5];
- Посольство Венгерской Народной Республики на Мосфильмовской улице (1969, совместно с Н. П. Меркуловым, М. А. Полторацким, С. Б. Шер и Р. К. Топуридзе)[5][7];
- 14-секционный жилой дом на улице Плющиха, 28—42 (1970, совместно с А. Аросевым)[11];
- Посольство Либерии на Мосфильмовской улице (1973, совместно с Т. Г. Петуховой)[5];
- Кинотеатр «Звёздный» на проспекте Вернадского (1974)[5];
- 25-этажный жилой дом на Потылихе во 2-м Сетуньском проезде (1968—1973, совместно с О. Г. Кедреновским и Р. П. Пастельняк)[5];
- Центральный дом радиоэлектроники[17];
- Дом ветеранов кино в Матвеевском (совместно с Г. М. Жирмунской, Госпремия РСФСР, 1979)[5];
- Административное здание издательства «Прогресс» на Зубовском бульваре, 21 (1976—1982, совместно с Р. П. Былинкиной и О. Г. Кедреновским)[5];
- Жилой дом № 9 стр.1 в Новоконюшенном переулке (1964), соавтор М. А. Полторацкий и его повторное применение в посёлке Сосны — № 12 (1970);
- Дома на Веерной улице (1966);
- Кварталы в Несвижском и Хользуновом переулках (1966—1969);
- Круглые дома в Москве на улицах Довженко и Нежинской;
- Планировка и застройка жилого района Матвеевское (1970-е)[5];
- Планировка и застройка жилого района Тропарёво (1970-е)[5];
- Планировка и застройка жилого района Крылатское (1980-е, руководитель авторского коллектива)[5];
- Олимпийская деревня на Мичуринском проспекте (1978—1980, руководитель авторского коллектива, Госпремия СССР за 1981)[5][18];
- Гостиница «Спорт» на Ленинском проспекте, 90/2 (1979, руководитель авторского коллектива)[19];
- Реконструкция Стадиона юных пионеров (конец 1970-х, руководитель авторского коллектива);
- Жилые дома в Ружейном переулке (руководитель авторского коллектива)[5];
- Жилые дома на улице Коштаянца (1980-е, в составе коллектива)[5];
- Мемориальный комплекс-музей Великой Отечественной войны в Киеве (1977—1980, коллектив авторов)[5];
- Жилой район Раменки (1980-е, совместно с В. Заславским и С. Миндрулом)[5];
- Административное здание Центросоюза и Минвостокстроя СССР на проспекте Вернадского (1968—1990-е, руководитель авторского коллектива)[5].

В качестве архитектора участвовал в создании нескольких монументов и памятников, в том числе:
- Памятник «Первым комсомольцам» на Университетском проспекте (1972, скульптор Ю. Г. Нерода)[5];
- Памятник В. Ф. Снегирёву на улице Еланского (1973, скульпторы С. Т. Конёнков и А. Д. Казачок)[5];
- Памятная стела «Партизанам и воинам-чекистам» в Малом Ивановском переулке (1977, скульптор Ф. М. Согоян)[5];
- Памятник В. И. Ленину в Талды-Кургане (1977, скульптор Н. Б. Никогосян; снесён в 1990 году)[20][12];
- Скульптурная композиция и мраморный пилон с именами кинорежиссёров, актёров и операторов, погибших во время Великой Отечественной войны (1941—1945) на территории киностудии «Мосфильм»;
- Надгробный памятник архитектору Л. М. Полякову на Новодевичьем кладбище в Москве;
- Надгробный памятник Народному артисту СССР Б. В. Щукину на Новодевичьем кладбище в Москве[7];
- Памятник Евгению Вучетичу (1981, скульптор З. И. Азгур)[11].